# Instituto Westerdijk
El Instituto Westerdijk de Biodiversidad Fungal es un instituto de investigación que forma parte de la Real Academia de Artes y Ciencias de los Países Bajos. El instituto tiene una de las colecciones más grandes del mundo de fungi, levaduras y bacterias. La colección actúa como un estándar internacional en microbiología, ecología y genética.

## Historia
El instituto se creó en 1904 con el nombre Centraalbureau voor Schimmelcultures (Agencia Central de Cultivos Fungales), abreviado como CBS y posteriormente conocido como CBS-KNAW por las siglas en neerlandés de la Real Academia de Artes y Ciencias. Se creó durante el 11.° Congreso Botánico Internacional en Viena como una colección de fungi y algas vivos. 
Durante mucho tiempo el instituto estuvo localizado en Baarn. En 2000 se trasladó a un parque de las ciencias en Uithof, cerca de la Universidad de Utrecht. 
El instituto se rebautizó el 10 de febrero de 2017 en honor a Johanna Westerdijk, la primera catedrática mujer en los Países Bajos y directora del instituto de 1907 a 1958. Sin perjuicio del cambio de nombre, la colección del instituto sigue llamándose colección CBS, por la abreviación del anterior nombre del instituto. En la taxonomía de hongos, los números CBS también conservan su nombre.

## Organización
El instituto tiene dos departamentos: Administración de la Colección e Investigación. Los investigadores trabajan en taxonomía y biología evolutiva de fungi, tocando a menudo asuntos ecológicos y genómicos. El instituto actúa como centro de referencia para cuestiones sobre fungi, levaduras y bacterias por parte de científicos, empresas, gobierno y el público en general. El instituto organiza cursos en micología general, micología médica, la micología relacionada con los alimentos y al entorno construido. La colección CBS ha sido reconocida como repositorio de moho, levaduras y bacterias propietarias. El Instituto lleva a cabo identificaciones de microorganismos para terceros y hace asesorías en materia de problemas causados por fungi y levaduras.
Actualmente hay 6 grupos de investigación:
- Fitopatología evolutiva (grupo Pedro Crous)
- Micología aplicada e Industrial (grupo Jos Houbraken)
- Micología médica (grupo Sybren de Hoog)
- Levadura y Basidiomycota (grupo Teun Boekhout)
- Fisiología fungal (grupo Ronald de Vries)
- Bioinformática (grupo Vincent Robert)

El Instituto Westerdijk edita la revista Estudios en Micología. En colaboración con el Herbario Nacional de los Países Bajos, el instituto produce la revista de micología Persoonia. El instituto alberga la biblioteca de la Sociedad Neerlandesa Micológica, los asociados pueden consultar y tomar en préstamo libros.
Colaboradores del instituto Westerdijk actualizan el Índice Fungorum y el Catálogo Neerlandés de Especies. Junto con NCB Naturalis (Centro neerlandés para la Biodiversidad) el instituto está construyendo instalaciones en Leiden y Utrecht para la codificación de barras de vida de organismos.